# Goniaea australasiae
Goniaea australasiae är en insektsart som först beskrevs av Leach 1814.  Goniaea australasiae ingår i släktet Goniaea och familjen gräshoppor. Inga underarter finns listade i Catalogue of Life.